# 溥𨬔
溥（1850年—？），字雨楼，满洲镶蓝旗人，清朝宗室，六世祖是和碩理密親王允礽，清朝末任科布多参赞大臣。

## 生平
曾任戶部筆帖式、戶部主事、刑部員外郎、總理海軍事務衙門章京、內學堂委員、大理寺少卿、內閣學士等职。
光绪三十四年（1908年）四月，“赏镶红旗汉军副都统溥𨬔为副都统衔科布多参赞大臣，以科布多参赞大臣连魁为镶红旗汉军副都统。”
宣统三年（1911年），科布多参赞大臣溥𨬔“奏赈扎哈沁灾，公旗贫民三百五十六丁口，总管旗贫民一千有一十一丁口，将赏银五千两分别重轻散放。下所司。” 七月，“命科布多办事大臣忠瑞、科布多参赞大臣溥𨬔来京。赏驻海参崴总领事桂芳副都统衔为科布多办事大臣。出使俄国大臣萨荫图副都统衔为科布多参赞大臣。”
宣统三年末库伦独立，喀尔喀四部先后响应，而杜尔伯特汗噶勒章那木济勒独不响应，照旧听参赞大臣溥𨬔节制。
1912年5月，在俄罗斯帝国的支持下，海山、马克思尔扎布和丹毕坚赞喇嘛率领库伦独立军5000多人进攻科布多。当时科布多城有清朝守军300多人。杨增新手下的中华民国新疆都督府军队曾准备东援，但俄国驻迪化总领事多次发出照会进行阻拦，而且科布多城的溥𨬔等守将坚持奉清朝为正朔，不承认中华民国政府，最终东援未能成行。科布多之戰持續了几十天，直到8月6日科布多城被俄军及外蒙古军队占领，科布多参赞大臣溥𨬔及官员和居民700多人，被俄军押解出境。到此为止，外蒙古独立后成立的大蒙古国政权已经控制了外蒙古全境。